# Madhuban
Madhuban es una ciudad censal situada en el distrito de Tripura occidental en el estado de Tripura (India). Su población es de 16579 habitantes (2011). 

## Demografía
Según el censo de 2011 la población de Madhuban era de 16579 habitantes, de los cuales 8480 eran hombres y 8099 eran mujeres. Madhuban tiene una tasa media de alfabetización del 91,82%, superior a la media estatal del 87,22%: la alfabetización masculina es del 94,74%, y la alfabetización femenina del 88,75%.